# Sikorsky CH-53K King Stallion
Sikorsky CH-53K King Stallion je težki trimotorni transportni helikopter, ki ga trenutno razvija ameriški Sikorsky Aircraft za marince. Poganjali ga bodo trije turbogredni motorji General Electric GE38-1B in bo imel glavni rotor iz kompozitnih materialov. Imel bo širšo kabino od CH-53, na katerem je baziran. King Stallion bo največji in najtežji ameriški helikopter, bo le malce manjši od Mil Mi-26. Planira se okrog 200 enot vrednih okrog $23 milijard. Letno testiranje naj bi se začelo leta 2014.
CH-53 so razvili kot del programa  "Heavy Helicopter Experimental" (HH(X)) za marince. Sikorsky S-65 je zmagal pred Boeing Vertol modificiranim CH-47 Chinook. YCH-53A je prvič poletel 14. oktobra 1964.Helikopter je dobil oznako "CH-53A Sea Stallion" in je imel gros težo 20685 kg.
Oktobra 1967 so Marinci zahtevalo helikopter z 1,8 večjo kapaciteto kot CH-53D. Sikorsky je delal na "S-80", ki je imel dodan tretji turbogredni motor in močnejši glavni rotor. Spremenili so tudi transmisijo in povečali trup za 1,88m in tako je nastal CH-53E. Nagnili so tudi repni rotor, ki je tako proizvajla nekaj vzgona v lebdenju.
Leta 1974 je poletel YCH-53E, marinici in mornarica so kupili 177 helikopterjev. Za mornarico so razvili "MH-53E Sea Dragon", ki je bil namenjen protiminskemu delovanje. Imel je tudi sponsone in večje tanke za gorivo. Mornarica je kupila 46 Sea Dragonov.
Sikorsky je aprila 2006 podpisal pogodbo z marinci za 156 "CH-53X", ki so pozneje dobili oznako "CH-53K". Marinci so začeli upokojevati CH-53E leta 2009, ker so dosegli planirano življenjsko dobo.

## Tehnične specifikacije(CH-53K)
- Posadka: 5: 2 pilota, 3 drugi člani
- Kapaciteta: 37 vojakov (55 potnikov na sedežih)
- Tovor: 35 000 lb (15 900 kg)
- Dolžina: 99 ft 1/2 in (30,2 m)
- Premer rotorja: 79 ft (24 m)
- Višina: 27 ft 9 in (8,46 m)
- Površina rotorja: 4 900 ft² (460 m²)
- Prazna teža: 33 226 lb (15 071 kg)
- Naložena teža: 74 000 lb (33600 kg)
- Maks. vzletna teža:  84 700 lb (38 400 kg)
- Motorji: 3 × General Electric GE38-1B turbogredni, * 7 500 KM (5,600 kW) vsak
- Rotor: sedemkraki glavni rotor, štirikraki repni rotor

- Potovalna hitrost:  170 vozlov (196 mph, 315 km/h)
- Dolet: 454 nmi (841 km)
- Bojni radij: 110 nmi (126 mi, 204 km)
- Višina leta (servisna): 14 400 ft (4 380 m)
- Hitrost vzpenjanja: 2 500 ft/min (13 m/s)